# Cecilianismo

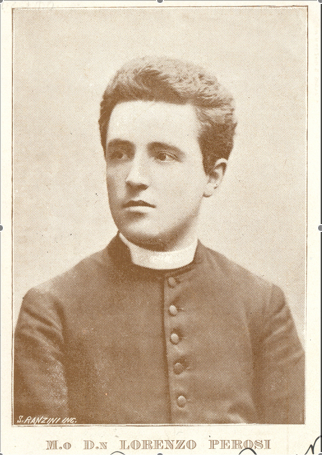
Foto de Lorenzo Perosi de joven. Perosi fue el más importante e influyente de los compositores cecilianistas.

El cecilianismo (nombre derivado de santa Cecilia, patrona católica de los músicos) fue un movimiento musical nacido a finales del siglo XIX en el seno de la Iglesia católica y con vigencia, aproximadamente, hasta la segunda década del siglo XX.

## Orígenes e historia
Los músicos y teóricos cecilianistas reaccionaron contra los excesos de la música sacra romántica (a la que se juzgaba excesivamente operística, como sucedía con las obras de Franz Liszt o Anton Bruckner) y reivindicaron la interpretación en la liturgia del canto gregoriano y de las obras de los grandes polifonistas del Renacimiento como Giovanni Pierluigi da Palestrina, Orlando di Lasso o Tomás Luis de Victoria, modelos que proponían a los compositores contemporáneos de música sacra para inspirar sus nuevas obras, cuyo propósito era también buscar la participación de la asamblea de fieles en la liturgia por medio del canto (por esta razón, se fundaron en estos momentos numerosas «Scholae cantorum» en las parroquias). También la interpretación al órgano se vio afectada por este movimiento: se condenó igualmente los excesos teatrales propios del XIX y se defendió una mayor sobriedad. La reforma de la música litúrgica propugnada por los músicos cecilianistas fue fomentada por el propio papa Pío X, quien en 1903 dio a conocer su motu proprio Tra le sollecitudini en el que recoge los presupuestos de Perosi, a quien conoció cuando el futuro papa era patriarca en Venecia y Perosi director de la Capilla Marciana.

## Francia
La restitución del canto gregoriano a su pureza original fue llevada a cabo, especialmente, por los monjes benedictinos de la Abadía de Solesmes, en Francia. Por otra parte, floreció en el país toda una generación de compositores de música sacra que seguía los principios del movimiento cecilianista.

## Italia
El movimiento cecilianista tuvo especial importancia en Italia, cuyo representante más prestigioso e influyente fue Lorenzo Perosi, aunque se considera que el verdadero iniciador de este movimiento de renovación fue Giovanni Tebaldini (el organista predecesor de Perosi en la Basílica de San Marcos de Venecia). En 1880 se fundó en Italia la Asociación General Cecilianista. Otros importantes defensores del Cecilianismo en Italia fueron Raffaele Casimiri, Oreste Ravanello, Federico Caudana (organista y maestro de capilla de la catedral de Cremona), Raffaele Manari, Luigi Bottazzo, Marco Enrico Bossi y Filippo Capocci (maestro de capilla de la basílica de San Juan de Letrán de Roma).

## Alemania
En Alemania también encontró gran difusión el cecilianismo gracias a la labor que Franz Xaver Haberl realizó en Ratisbona, donde tenía una Kirchenmusikschule (escuela de música sacra) y era maestro de capilla del coro de la catedral, especializado en polifonía y canto gregoriano. En Alemania llevó en 1868 también a la fundación de la "Asociación de Santa Cecilia" (Allgemeiner Cäcilienverein für die Länder deutscher Sprache) gracias al impulso del teólogo y músico Franz Xaver Witt (1834−1888). Con el Breve Multum ad movendos animos del Padre Pío IX del 16 de diciembre de 1870 se convirtió en una asociación de derecho pontificio. El Breve, además, fija su nombre latino: Associatio sub título Sanctae Caeciliae pro universis Germanicae linguis Terris.

## España
El compositor Hilarión Eslava, tras un viaje por Europa en el que pudo conocer de primera mano el nuevo movimiento cecilianista, comenzó a componer obras sacras en un estilo más sobrio y menos operístico a la italiana. También llevó una gran labor de edición y difusión de los polifonistas españoles del Siglo de Oro (Morales, Victoria, Guerrero, etc.). Con el mismo espíritu, Francisco Asenjo Barbieri defendió en el Congreso Católico Nacional de 1889 que la música religiosa moderna tomara como modelo la pureza de la polifonía del siglo XVI.

## El cecilianismo en otros países
En Gran Bretaña Robert Lucas de Pearsall fue uno de los pioneros del cecilianismo: escribió música para los ritos católico y anglicano y defendió las formas musicales antiguas. El checo Pavel Křížkovský fue otro precursor del cecilianismo.